# Kia Opirus
Kia Opirus (кор. 기아 오피러스) — автомобиль бизнес-класса южнокорейской фирмы Kia Motors. На рынке с 2003 года. Выпуск прекращён в 2011 году. Ему на смену пришел Kia Cadenza. Имя «Opirus» происходит от библейской страны Офир, что должно ассоциироваться с богатством. Однако в Северной Америке автомобиль продавался под именем Amanti.

## История

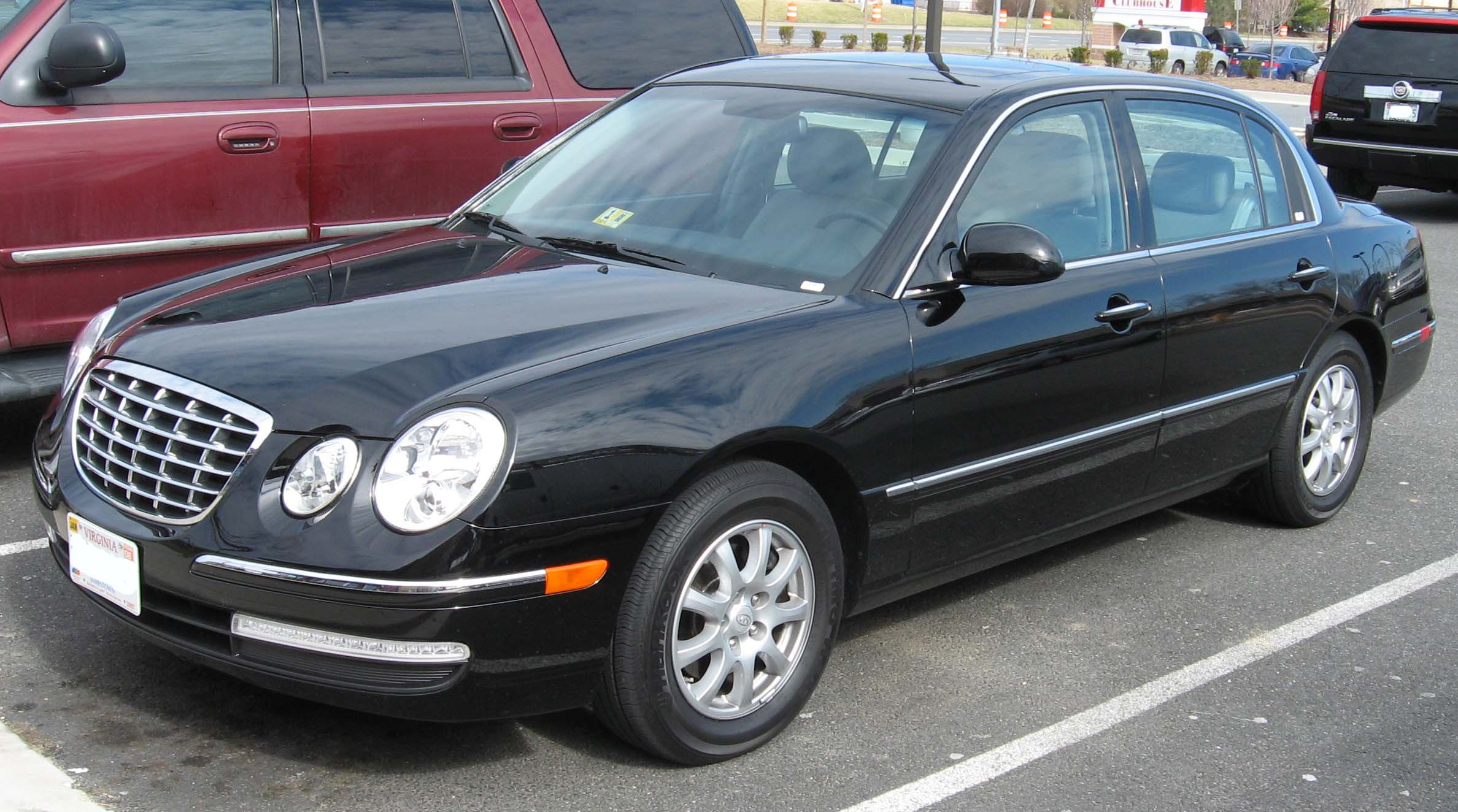
с 2007 года

Впервые Opirus был представлен в 2003 году на Женевском автосалоне. Opirus стал самой дорогой моделью марки KIA. Это не первый автомобиль от KIA в бизнес сегменте. С 1992 по 1997 год выпускался Kia Potentia, а затем с 1997 по 2003 год Kia Enterprise. Правда до Opirus автомобили этого класса не предназначались для экспорта из Южной Кореи. 
В 2006 году (2007 модельном) в модель были внесены следующие изменения: изменён общий вид решётки радиатора, немного изменены передние и задние осветительные приборы.  Также 3,5-l-V6 двигатель с 149 кВт (203 л. с.) заменён на 3,8-l-V6 с 196 кВт (266 л. с.). В 2009 году (2010 модельном) Opirus перенес последний фейслифтинг, получил новую 6-ти ступенчатую АКПП и добавил мощности для всех трех двигателей - 2,7 V6 (195 л.с.), 3,3 V6 (259 л.с.) и 3,8 V6 (284 л.с.)

## Особенности
Opirus производился на заводе Kia Motors в Южной Корее и являлся первым автомобилем на разработанной совместно с Hyundai платформе, что позволило сэкономить на разработке около 167 млн евро. Одноплатформенником являлся Hyundai Equus.

## Интересные факты
Kia Amanti был использован при съёмках американского боевика "Солт".